# Odontoglossum praestans
Odontoglossum praestans là một loài phong lan bản địa của miền tây Nam Mỹ.

## Hình ảnh

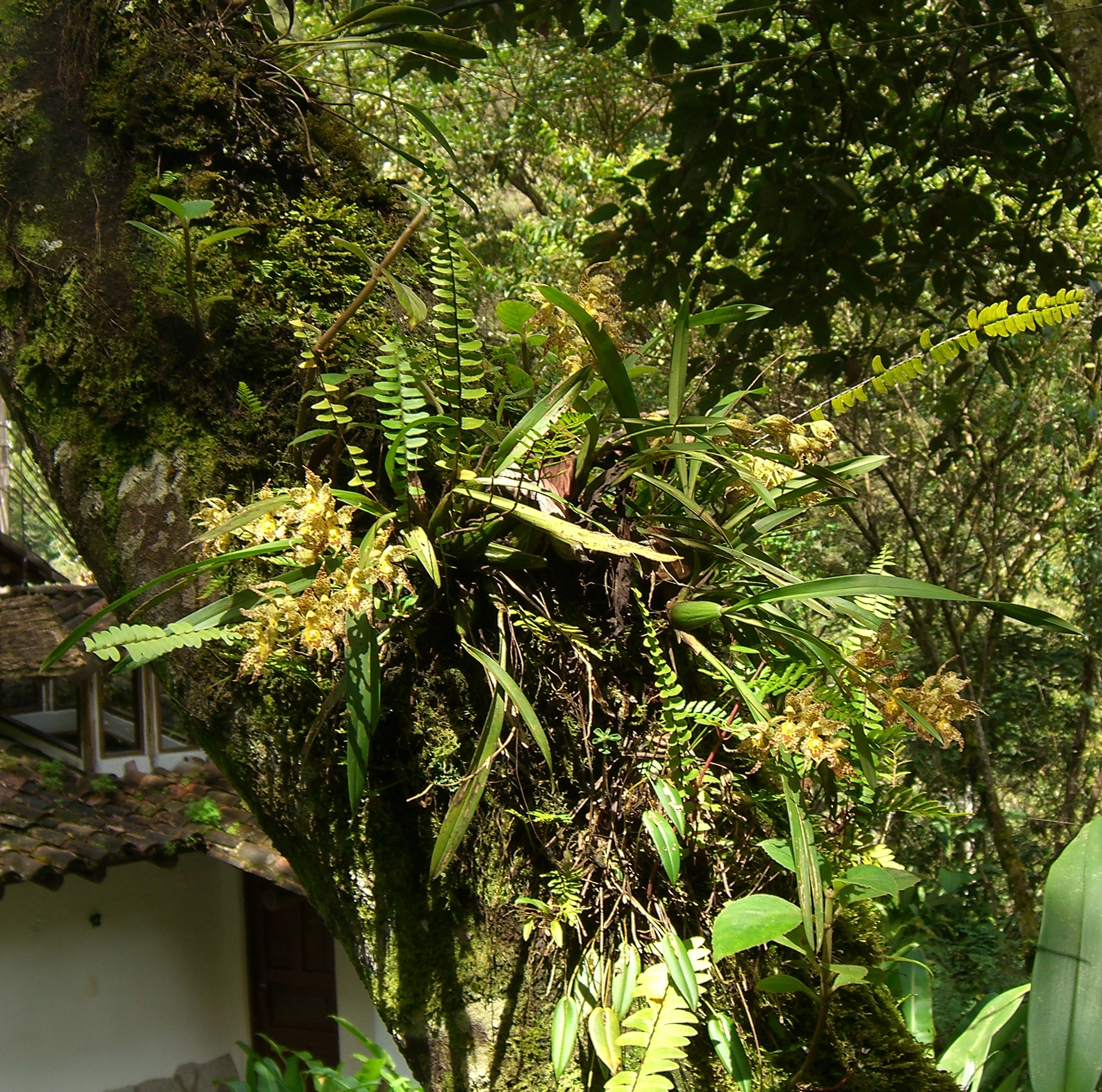
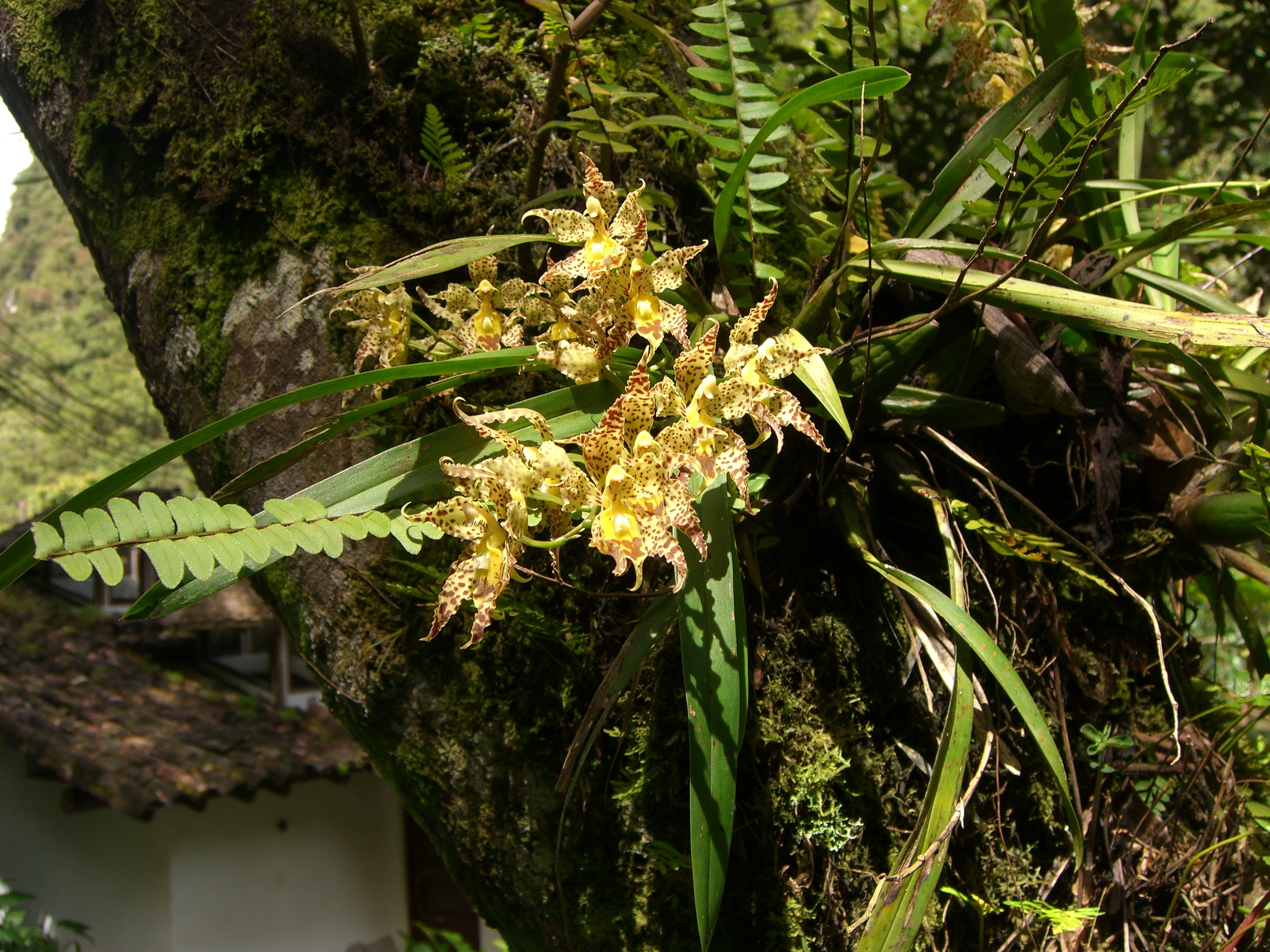